# Сивуля (урочище)
Сиву́ля — заповідне урочище в Українських Карпатах, у масиві Ґорґани. Розташоване в межах Рожнятівського району Івано-Франківської області, на південний схід від села Осмолода. 
Площа 17 га. Створене 1976 року як пам'ятка природи республіканського значення. Згідно з архівними даними (фото нижче) даний об'єкт згаданий як заказник, хоча документарно це не підтверджується. Перебуває у віданні ДП «Осмолодське лісове господарство» (Бистрицьке л-во, кв. 41, вид. 1-4) з 20.07.1986 року.
Одне з небагатьох у високогір'ї місце зростання тирлича жовтого — цінної лікарської рослини, що підлягає охороні. 
Охоронний знак встановлено Громадською організацією «Карпатські стежки» в 2007 році за сприяння Посольства Королівства Нідерландів в Україні.

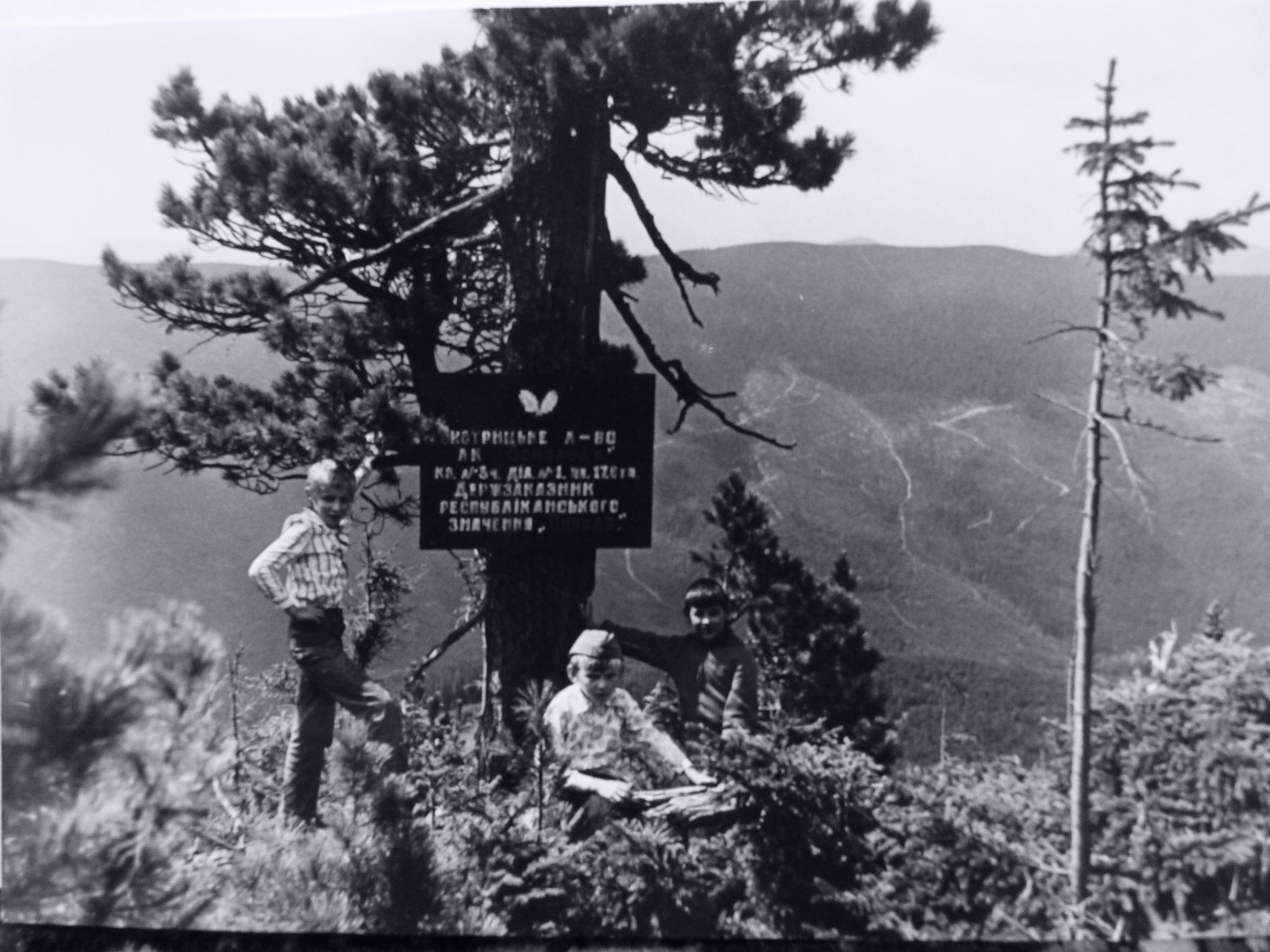
Статус урочища в 1970-х рр. ― держзаказник республіканського значення

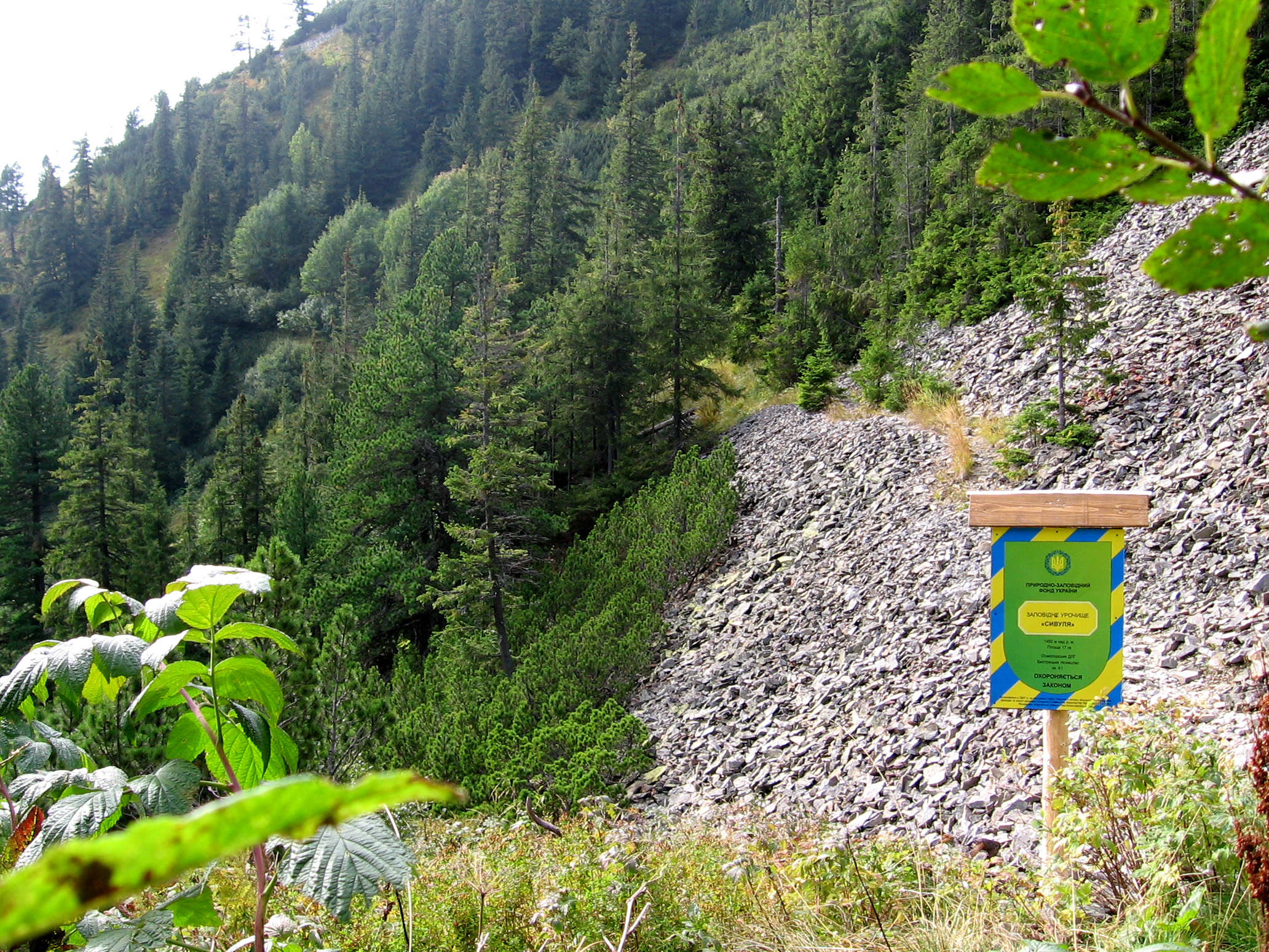
Охоронний знак при урочищі

## Фауна і флора
Серед інших рослин трапляються: арніка гірська, золотушник звичайний, нечуйвітер оранжево-червоний, смілка широколиста. З тварин: куниця, рись, глухар, ведмідь.